# Willi Werner Macke
Willi Werner Macke (* 14. Februar 1914 in Cochem; † 20. Juni 1985 in Koblenz) war ein deutscher Rechts- und Staatswissenschaftler sowie Politiker (CDU). Von 1960 bis 1972 war er Oberbürgermeister von Koblenz.

## Leben und Beruf
Macke war nach dem Studium der Rechts- und Staatswissenschaften Soldat im Zweiten Weltkrieg. Nach 1945 wurde er Syndikus der Stadt Mönchengladbach. Nachdem er 1947 Beigeordneter der Stadt Bonn wurde, war er maßgeblich an deren Ausbau zur Bundeshauptstadt beteiligt. Im März 1966 trat Macke aus der CDU aus, da er nicht mehr mit deren Politik der Konfessionsschulen einverstanden war. Er war Mitglied der katholischen Studentenverbindung K.St.V. Arminia Bonn im KV.

## Wirken als Koblenzer Oberbürgermeister
Macke wurde am 14. Oktober 1960 einstimmig vom Stadtrat zum Oberbürgermeister der Stadt Koblenz gewählt und blieb bis zum 13. Oktober 1972 in diesem Amt. In seine Amtszeit fällt die Inbetriebnahme der umgebauten Horchheimer Eisenbahnbrücke (1961), die Eröffnung des Bundesarchivs am Wöllershof (1961), die Einweihung der Rhein-Mosel-Halle (1962), der Baubeginn des Wohngebiets auf der Horchheimer Höhe (1963), die Moselkanalisierung und Freigabe der Staustufe Koblenz (1964), der Bau des Rheinhafens Koblenz (1965), die Wohnungsbebauung des ehemaligen Flugfeldes auf der Karthause (1965), der Bau des Stadtbades (1966), der Neubau des Stift-Krankenhauses (1970), die Umwandlung der Löhrstraße in eine Fußgängerzone (1971) und der Abbruch des Berghotels Rittersturz (1972).
Koblenz wurde am 27. Juni 1962 mit der Erreichung von 100.000 Einwohnern die 54. Großstadt in Deutschland. Die größte Herausforderung seiner Amtszeit waren die Eingemeindungen von Kesselheim und Stolzenfels 1969 sowie Arenberg, Immendorf, Arzheim, Güls, Lay, Bubenheim, Rübenach und Kripp (ehemals Teil von Rhens) 1970. Die Einwohnerzahl von Koblenz erhöhte sich damit von 106.381 auf 124.000 und das Stadtgebiet um rund 3.500 auf 10.200 Hektar. Während seiner Amtszeit wurden die Städtepartnerschaften mit Nevers (1963) und London Borough of Haringey (1969) begründet.